# Cottus gulosus
Cottus gulosus és una espècie de peix pertanyent a la família dels còtids.

## Descripció
- Fa 11 cm de llargària màxima (normalment, en fa 6).[2][3][4]

## Hàbitat
És un peix d'aigua dolça, demersal i de clima temperat (46°N-35°N).

## Distribució geogràfica
Es troba a Nord-amèrica.

## Observacions
És inofensiu per als humans.